# Paracyrta blattina
Paracyrta blattina är en insektsart som beskrevs av Jacobi 1944. Paracyrta blattina ingår i släktet Paracyrta och familjen dvärgstritar. Inga underarter finns listade i Catalogue of Life.